# Туровец, Никита Игнатьевич
Никита Игнатьевич Туровец (11 октября 1917 — 14 апреля 1979) — советский пехотинец, участник Великой Отечественной войны, Герой Советского Союза.

## Биография
Родился 11 октября 1917 года в селе Ведильцы (ныне Черниговский район Черниговской области) в семье крестьянина. Украинец по национальности. Окончил 7 классов средней школы, работал счетоводом в колхозе. В 1936 году был призван в РККА, нёс службу в 1936—1938 годах и с 1940 года. Окончил в 1941 году Минское военное-пехотное училище.
Участник Великой Отечественной войны с июня 1941 года. Воевал на Брянском (с июня 1941 по ноябрь 1942 года и с марта 1943 по 8 февраля 1944 года), Сталинградском (с ноября 1942 по февраль 1943 года) и 1-м Белорусском (с 27 июля 1944 года) фронтах. Был дважды ранен: первый раз легко (26 января 1943, второй раз тяжело (8 февраля 1943). Был также контужен 9 декабря 1943. Член ВКП(б)/КПСС с 1942 года. Командовал 3-м мотострелковым батальоном 35-й механизированной Слонимско-Померанской Краснознамённой бригады.
Отличился в Берлинской операции: 19 апреля 1945 года майор Туровец с батальоном в районе населённых пунктов Бацлов-Райхенов ранним утром атаковал силы противника, состоявшие из большого количества зенитных, противотанковых орудий и пехотных частей. Туровец атаковал немцев обходом с правого фланга, хотя ранее танки и самоходные орудия безуспешно атаковали силы на флангах. В результате удара противник бросил 28 тяжёлых зенитных установок, но понёс большие потери и отступил, чем обеспечил продвижение бригады до 20 км.
21 апреля в боях за Бранденбург танковые части 35-й и 219-й бригад задержались на линии немецкой обороны: противник, имея большое количество артиллерии и пехотных частей, оснащённых «панцерфаустами», перекрыл шоссе с юго-востока и заставил залечь советскую пехоту. Майор Туровец немедленно собрал и возглавил ударную группу из танков 4-го танкового Варшавского полка и своего батальона. Правильно оценив обстановку и заняв первый танк, Никита Игнатьевич повёл вперёд весь личный состав. За его группой двинулись танки 219-й танковой бригады, и в итоге оборона противника была сломлена. В уличных боях группа Туровца одержала победу: её солдатами было уничтожено 150 гитлеровцев и взято в плен 42 солдата и офицера. Преследуя противника, Туровец первым ворвался в Вайсензее (пригород Берлина).
26 апреля 3-й мотострелковый батальон форсировал канал Берлин-Шпандауер и вышел на реку Шпрее. Под сильным огнём артиллерии солдаты батальона на подручных средствах форсировали реку. Три немецких батальона попытались отбросить советских солдат с плацдарма, но майор Туровец удержал плацдарм и обеспечил переправу ещё двум батальонам. На плацдарме его батальон соединился с частями 1-го Украинского фронта, наступающими с юго-востока. По итогам боёв батальоном были уничтожены около 1200 солдат и офицеров (из них 23 были уничтожены лично Туровцем) и взяты около 600 пленных.
Указом Президиума Верховного Совета СССР от 31 мая 1945 года «за образцовое выполнение боевых заданий командования на фронте борьбы с немецко-фашистскими захватчиками и проявленные при этом мужество и героизм» майору Туровцу Никите Игнатьевичу присвоено звание Героя Советского Союза с вручением ордена Ленина и медали «Золотая Звезда» (№ 5853). Помимо этого, майор Туровец — дважды кавалер орденов Красного Знамени и Красной Звезды; также награждён медалями «За отвагу», «За оборону Сталинграда» и многими другими.
После войны продолжал службу в Вооружённых Силах. В 1948 году окончил Военную академию имени М. В. Фрунзе. С 1970 года полковник в запасе. Жил в городе Чернигов, работал заместителем управляющего трестом «Общепит».
Умер 14 апреля 1979 года, похоронен на кладбище в селе Ведильцы.

## Память
- В Чернигове на доме, где жил Герой, установлена мемориальная доска.
- В селе Ковпыта Черниговского района Черниговской области на Аллее Героев установлен памятный стенд Н. И. Туровца.